# Pieces, Part One
Albums de Epik High
Remapping the Human Soul
(2007) Lovescream
(2008)
Pieces, Part One est le cinquième album studio du groupe sud-coréen de hip-hop Epik High, sorti le 17 avril 2008. Une réédition de l'album est sortie, avec une version remix de "Love Love Love".

## Liste des pistes
| #  | Titre                                   | Signification                       | Sous-titre             | Compositeur(s)                                                                                       | En featuring avec                                      | Auteur(s)                                                    | Langue                    |
| -- | --------------------------------------- | ----------------------------------- | ---------------------- | --- | ------------------------------------------------------ | ------------------------------------------------------------ | ------------------------- |
| 1  | "Be"                                    |                                     | "Purgatorium"          | Tablo                                                                                                |                                                        | Tablo                                                        | Coréen, anglais           |
| 2  | "Breakdown"                             |                                     | "Fin de siecle"        | Tablo                                                                                                |                                                        | Tablo, Mithra Jin                                            | Coréen, anglais           |
| 3  | "서울, 1:13 AM" [Short Piece]           | "Seoul, 1:13 AM"                    | "The Great Sin"        | Tablo                                                                                                |                                                        | Tablo, DJ Tukutz (short conversation)                        | Coréen                    |
| 4  | "One"                                   |                                     | "Crown of Thorns"      | Tablo                                                                                                | Jisun de Loveholic                                     | Tablo, Mithra Jin                                            | Coréen, anglais           |
| 5  | "연필깎이"                              | "Pencil Sharpener" (Yeonpilkkakki)  | "The Carpenter"        | Tablo                                                                                                | Kebee                                                  | Tablo, Mithra Jin                                            | Coréen, anglais           |
| 6  | "Girl"                                  |                                     | "Eve"                  | DJ Tukutz                                                                                            | Jinbo                                                  | Tablo, Mithra Jin                                            | Coréen, anglais           |
| 7  | "Slave" [Short Piece]                   |                                     | "Conspiracy"           | DJ Tukutz                                                                                            | David Lee                                              | Tablo (récitation d'un poème)                                | Anglais                   |
| 8  | "The Future"                            |                                     | "Trinity"              | DJ Tukutz                                                                                            | Yankie de TBNY                                         | Tablo, Mithra Jin, Yankie                                    | Coréen, anglais           |
| 9  | "20 Fingers" [Short Piece]              |                                     | "Discord"              | DJ Tukutz                                                                                            | DJ Friz                                                |                                                              |                           |
| 10 | "Ignition"                              |                                     | "Bad Samaritan"        | DJ Tukutz                                                                                            | Na Yoon-Kwon                                           | Tablo, Mithra Jin                                            | Coréen, anglais, français |
| 11 | "Eight by Eight"                        |                                     | "Hubris"               | DJ Tukutz ; contient un sample de "It's Been A Long Time" de Rakim et "It Ain't Hard to Tell" de Nas | Dynamic Duo, Dok2, Double K, TBNY                      | Tablo, Mithra Jin, Dynamic Duo, Dok2, Double K, TBNY, MC Han | Coréen, anglais           |
| 12 | "Décalcomanie" (solo de Mithra Jin)     |                                     | "Division of Self"     | Mithra Jin                                                                                           |                                                        | Mithra Jin                                                   | Coréen                    |
| 13 | "Icarus Walks" [Short Piece]            |                                     | "The Great Fall"       | Tablo                                                                                                |                                                        |                                                              |                           |
| 14 | "낙화 (落花)" (solo de Tablo)           | "The Falling Flower"(Nakhwa)        | "Ophelia's Flower"     | Tablo                                                                                                |                                                        | Tablo                                                        | Coréen, anglais           |
| 15 | "우산"                                  | "Umbrella"(Usan)                    | "Salvation"            | Tablo                                                                                                | Younha                                                 | Tablo, Mithra Jin                                            | Coréen, anglais           |
| 16 | "당신의 조각들"                         | "Your Pieces" (Dangsinui jogakdeul) | "Return to the Father" | Tablo                                                                                                | Jisun                                                  | Tablo, Mithra Jin                                            | Coréen                    |
| *  | "Breakdown (Supreme Mix)" (B-Side 01)   |                                     |                        | Tablo                                                                                                |                                                        | Tablo, Mithra Jin                                            | Coréen, anglais           |
| *  | "One (Planet Shiver Remix)" (B-Side 02) |                                     |                        | Tablo                                                                                                | Jisun de Loveholic, Planet Shiver (DJ Friz + Dh-Style) | Tablo, Mithra Jin                                            |                           |